# Ґарсіласо де ла Вега
Ґарсіласо де ла Вега (Толедо, ⁣1491/1503  — Ніцца, 14 жовтня 1536 року) — іспанський поет і солдат Золотого віку.

## Біографія
Ґарсіласо де ла Вега народився в Толедо між 1491 і 1503 роками. Він був третім сином головного командира Леона в Ордені Сантьяго, і Санчі де Гусман. Його бабусею та дідусем по батьківській лінії були Педро Суарес де Фігероа, син Гомеса I Суареса де Фігероа та Ельвіри Лассо де Мендоса, сестри першого маркіза Сантільяни, і Бланка де Сотомайор (донька Фернандо де Сотомайора та Менсі Васкес де Гоес), дякуюяи їм, він успадкував володіння Аркосом. Його мати, Санча де Гусман, була дочкою Педро де Гусмана, лорда Батреса (сина хроніста Фернана Переса де Гусмана) і Марії де Рівери. Він знав грецьку, латинську, італійську, французьку мови, та мистецтво фехтування і гри на цитрі, арфі та лютні.
Ґарсіласо входив до оточення Фадріке Альвареса де Толедо-і-Енрікеса, II герцога Альба-де-Тормеса. Став об’єктом королівської прихильності, коли його призначили членом Ордену Сантьяго та джентльменом Бургундського дому .
Ґарсіласо де ла Вега у 1523 році взяв участь у кампанії Фунтеррабія.  
У наступні роки Ґарсіласо де ла Вега брав участь у війні громад Кастилії і був поранений під час бойових дій Оліаса дель Рея. Він також брав участь у облозі свого рідного міста (1522 рік). Наприкінці того ж року він вирушив у компанії Хуана Боскана та Педро де Толедо, майбутнього віце-короля Неаполя, в експедицію допомоги, яка хотіла (і не змогла) запобігти падінню Родосу в руки турків. Ґарсіласо де ла Вега знову отримав поранення, цього разу серйозне.  

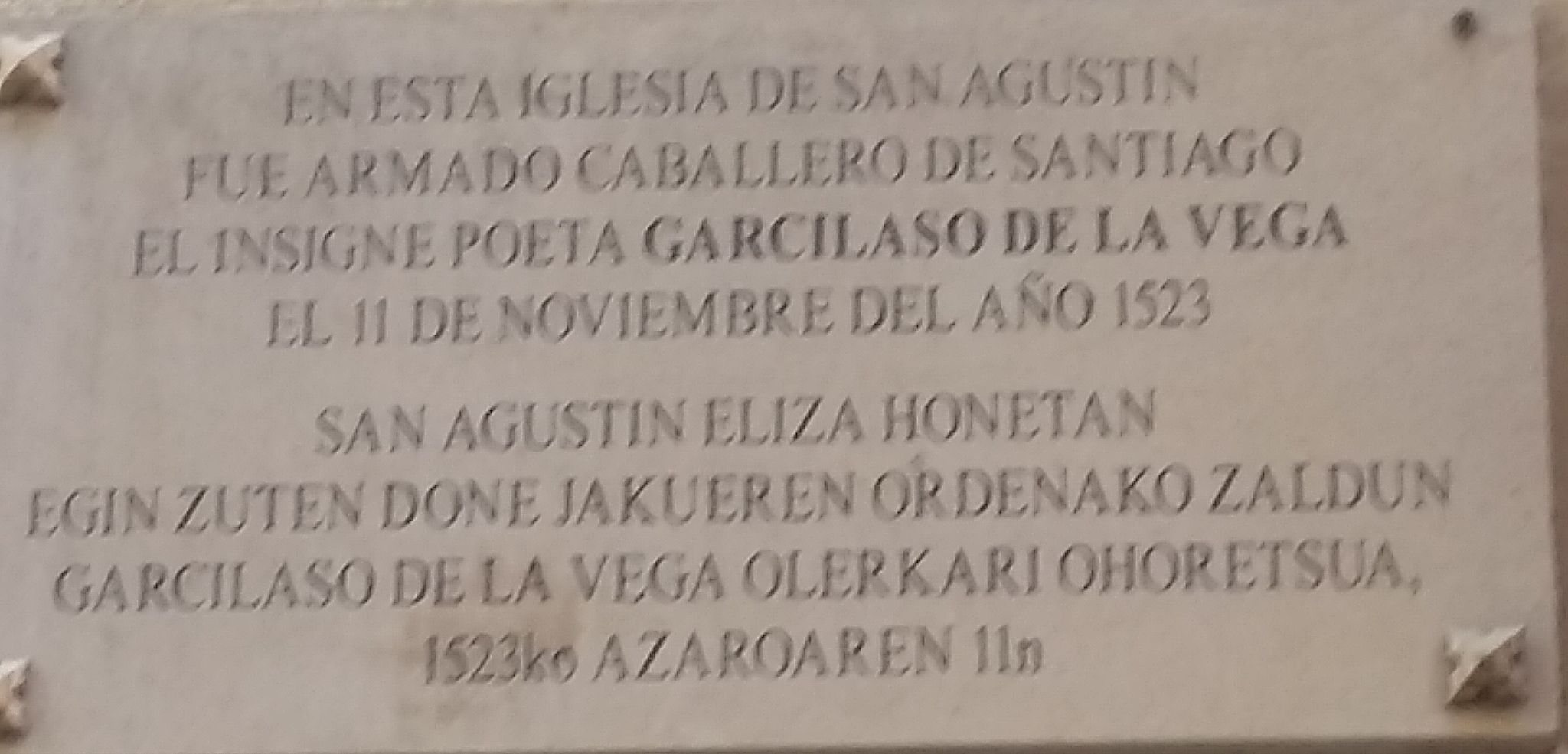
Надгробок на фасаді Сан-Агустіна в Памплоні нагадує, що Ґарсіласо де ла Вега був озброєний, як лицар Сантьяго 11 листопада 1523 року

Повернувшись в Іспанію, він був посвячений у лицарі Ордена Сантьяго 11 листопада 1523 року в церкві Сан-Агустіна в Памплоні , а в 1524 році   зіткнувся з французами під час облоги Фунтеррабії.

## Приватне життя
Повернувшись до Толедо, він одружився в 1525 році з Оленою де Суньїга , леді доньї Леонор, сестри Карлоса I Іспанського. Шлюб  був одним із багатьох аристократичних зв’язків, заснованих на угоді про інтереси. Через два з половиною роки після весілля вони все ще проживали в батьківських  маєтках. 11 березня 1528 року вони нарешті змогли придбати кілька будинків неподалік від сімейного особняка. Пара не могла проводити надто багато часу разом у цьому домашньому просторі, оскільки через рік джентльмен почав подорожувати як придворний Карлоса I Іспанського. Донья Олена жила у цьому будинку до своєї смерті в 1563 році. Окрім п’ятьох дітей, яких Ґарсіласо де ла Вега мав від доньї Олени де Суньїги, він також мав сина до одруження з дамою громади Толедо, Гіомар Каррільо. Три кохання позначили життя поета: 1) Магдалена де Гусман, двоюрідна черниця та позашлюбна донька його тітки Марії де Рібера; 2) Гвіомар Каррільо, яка перекладає Галатею з Еклоги I; 3) Беатріс де Са, друга дружина Педро Ласо.

## Творчість
Де ла Вега писав свої вірші за правилами канціонерської лірики. Деякий час був старостою свого рідного міста. Поворотний момент у його поезії пов’язаний з одним днем у 1526 році в Гранаді. Ґарсіласо де ла Вега віддає перевагу інтимному, особистому та конфіденційному тону в поезії перед риторикою та пишністю більш бойових тонів, тим самим закладаючи перший камінь іспаномовної ліричної течії. 
Стиль Гарсіласо дуже характерний: поет дбає про мелодіійність віршів, використовує   алітерації та ритм. Він вживає епітет з наміром ідеалізувати світ. Його поезія породжує яскраве відчуття часу.

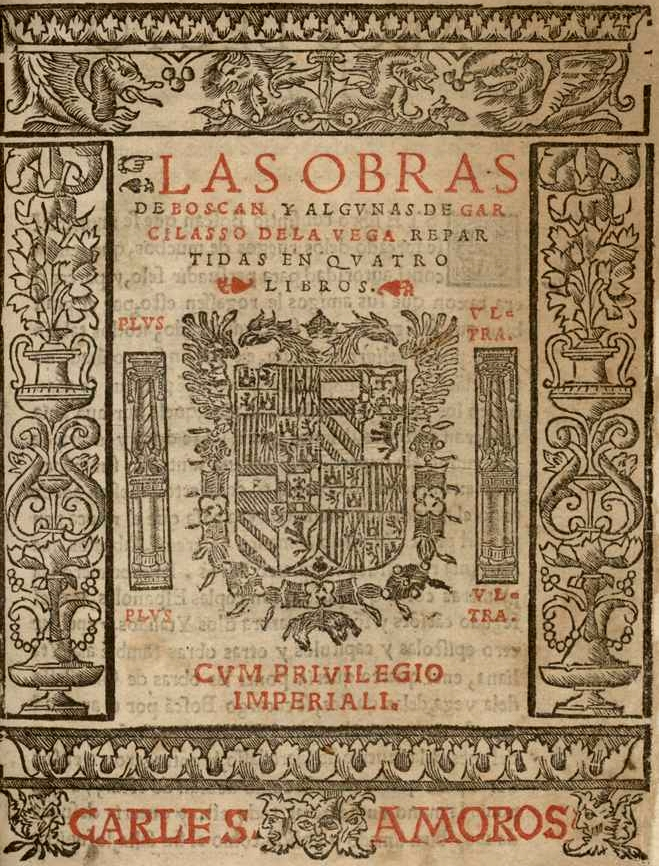
Барселона, Карлос Аморос, 1543.

Міфологічна тематика постає як альтернатива релігійній тематиці: Гарсіласо не писав вірші на релігійну тему. Міфологія викликала в ньому мистецькі емоції, а улюбленими темами є конфлікт між розумом і пристрастю, плин часу та пісня ідилічної природи. 

## Видання
У березні 1542 року Боскан і його дружина підписали контракт на публікацію книги. Наступного року під керівництвом вдови книга була надрукована. Одразу з’явилося два  перевидання, одне в Барселоні, інше в Лісабоні. У 1544 році з'явилося два авторизованих перевидання, одне в Медіні-дель-Кампо, а інше в Антверпені; протягом наступних тринадцяти років щороку з'являлося принаймні одне перевидання. Після 1557 року спільне видання вже не розкуповувалося так швидко. Тож не дивно, що в 1569 році книготорговець із Саламанки здійснив щасливу ідею видати окремим томом лише поезію Гарсіласо. Він вийшов у 1574 році з шістьма сонетами та п’ятьма неопублікованими двовіршами, невеликим томом «Творів чудового Гарсі Лассо де ла Вега.